# Multimnožina
Multimnožina je zobecněním množiny, u kterého je oproti množině povolen vícenásobný výskyt prvků. Tedy např. soubory prvků {1, 2, 3} a {1, 1, 2, 3} jsou dvě různé multimnožiny.
Formálně je multimnožina nad množinou {\displaystyle S} definována jako zobrazení {\displaystyle M\colon S\to \mathbb {N} }, které každému prvku z {\displaystyle S} přiřazuje počet jeho výskytů v multimnožině.